# Paluel
Paluel è un comune francese di 463 abitanti situato nel dipartimento della Senna Marittima nella regione della Normandia.

## Storia

### Simboli
Lo stemma è stato adottato con delibera del consiglio comunale del 16 ottobre 2015.
Il simbolo dell'atomo fa riferimento alla centrale nucleare di Paluel.

## Società

### Evoluzione demografica
Abitanti censiti